# Inuitmythologie
De Inuitmythologie bestaat uit veelal verklarende verhalen waarin bovennatuurlijke wezens een belangrijke rol spelen, overgeleverd binnen de cultuur van de Inuit (vanouds ook Eskimo's geheten). Deze tradities kunnen als sjamanisme met animistische gebruiken beschreven worden.

## Anirniit
De Inuit geloofden dat alles een ziel of een geest had, net als mensen (in Inuktitut: anirniq-adem, meervoud anirniit). Deze geesten waren er na de dood. Anirniit waren deel van alles.
Bij de komst van het christendom werd God anirnialuq (grote geest) en ziel mocht anirniq worden.

## Tuurngait
Andere geesten konden fysiek voorkomen, in mensen of in de vorm van sjamanen. Deze geesten waren slecht en stonden voor gebroken spullen.

## Geesten
De Inuit hebben geen goden, ze vereren geesten. De grootsten daarvan zijn:
- Sedna, meester van de zee (ook bekend als Nerrivik, Arnarquagssaq en Nulianuk).
- Nanoek, meester van de ijsberen.
- Tekkeitsertok, meester van de kariboe.
- Silla, heerser(es) van de lucht, de wind en het weer.
- Tarqiup Inua , Tarqeq, meester van vruchtbaarheid en moreel juist gedrag. De Inuit van Alaska zien hem als machthebber over dieren.

In principe werden de geesten vriendelijk geacht, maar zeer gevoelig voor wangedrag. Hierdoor werden de geesten - in het bijzonder de Zeegeest - als bedreigend gezien. Op wangedrag reageerden de geesten door bijvoorbeeld slecht weer, slechte jachtresultaten en ziektes te sturen. Om deze af te wenden, gebruikten de Inuit magische bezweringen, droegen ze amuletten van dierenledenmaten maskers. De hulp van sjamanen werd hierbij ook ingeroepen.

## Ziel van de prooi
De Inuit-gemeenschap kende een groot respect voor hun prooi. Wanneer een jager een dier dat zich als prooi aandiende, doodde, hield hij een kleine ceremonie. Dit deed hij om er zeker van te zijn dat de ziel van zijn gedode prooi terug naar de niet-aardse wereld ging, om later opnieuw als een prooidier te kunnen terugkeren op de aardse wereld.
Ook al deden ze een blijk van respect voor hun prooi op het moment van de doding zelf, tijdens de winterfeesten -speciaal voor de prooien opgedragen- staken ze de blazen van alle zeezoogdieren die ze dat voorbije jaar hadden gevangen tussen spleetjes in het ijs. Zo gingen de zielen terug naar de geestenwereld. Dit feest werd dus niet voor niets 'het Blaasfeest' genoemd.

## Scheppingsverhaal
Volgens de Inuit van Alaska, Siberië en Noord-Amerika, was de schepper van de Aarde en de mensheid een raaf. Deze raaf wordt de Vader van de Raven genoemd. Hij is de enige scheppende Inuit-manifestatie die gepersonifieerd was.
Een korte samenvatting van het scheppingsverhaal gaat als volgt;
De neergedaalde Raaf schiep eerst het vasteland, vervolgens een man en diverse dier-en plantensoorten. Tot slot schiep hij een vrouw, dit als metgezellin voor de man. De Raaf kon zich een menselijk gedaante aannemen. In die gedaante was hij een leraar die zijn scheppingen, de man en de vrouw, allerlei dingen aanleerde. Dit gaat van leren dieren benutten tot het maken van vuur. Toen de 'eerste tijden' eindigden, oefende de Raaf steeds minder gezag uit
Omdat de raaf een scheppende functie heeft, had men ook in zekere zin schrik van hem. Wanneer men een raaf doodde, mocht men er zeker van zijn dat er slecht weer in het vooruitschiet lag.
Er bestaan verschillen in de verhalen over hoe de Raaf de man 'gemaakt' heeft. Zo zijn er versies waar hij is ontstaan uit de bast van een wijnstok. In andere versies is hij uit een erwtenhuls ontstaan.
Om een verklaring te hebben voor het feit dat het ras evolueerde, zeiden ze dat er uit de bast later meer mensen voortkwamen.

## Komst van het christendom
Het christendom wordt tegenwoordig door vele Inuit aangehangen. Ze konden zich goed vinden met de denkwijzen en de rituelen van het christendom. Ook zien de Inuit een verband tussen hun belangrijkste geesten en de God zoals hij in het christendom wordt voorgesteld, ook al beschikken ze in hun mythologie niet over een almachtige schepper. Evenals zagen ze verbanden tussen de missionarissen en hun sjamanen.
Door de komst van het christendom zijn er toch heel wat inheemse gebruiken en handelingen - partnerruil, kinderen doden bij hongersnood - verloren gegaan, omdat dit niet in de christelijke denkwijze paste.
Een goed voorbeeld van de 'integratie' van het christendom met hun eigen mythologie is Selaviq. Dit is een kerstceremonie die de Inuit uit Zuidwest-Alaska uitvoeren. Tijdens die ceremonie, gaan ze van huis tot huis om de geboorte van Christus te verkondigen. Huis tot huis-processies waren een belangrijke praktijk in Alaska. Zo werden jongens bijvoorbeeld tijdens 'het Blaasfeest' door het dorp huis aan huis gevoerd, omdat de mensengemeenschap geopend zou worden voor de geestenwereld.

## Andere Inuitlegendes
Andere wezens uit de Inuit-mythologie zijn:
- Adlet
- Adlivun
- Agloolik
- Aipaloovik
- Akhlut
- Akna
- Akycha
- Alignak
- Amaguq
- Amarok
- Apanuugak, in vroegere tijden een krijger en cultuurheld die uitzonderlijk lang leefde

- Asiaq
- Ataksak
- Atshen
- Aulanerk
- Aumanil
- Eeyeekalduk
- i'noGo tied
- Idliragijenget
- Igaluk
- Ignirtoq
- Inua
- Ishigaq
- Issitoq

- Ka-Ha-Si
- Kadlu
- Keelut
- Kigatilik
- Malina
- Matshishkapeu
- Nanoek
- Negafook
- Nerrivik
- Nootaikok
- Nujalik
- Pana

- Pinga
- Pukkeenegak
- Qiqirn
- Silap Inua
- Tekkeitsertok
- Tootega
- Torngasoak, Torngasak
- Tornarsuk
- Tornat
- Tulugaak
- Tupilak
- Wentshukumishiteu

Mythologie van A tot Z · Categorie